# Royal Scots Greys

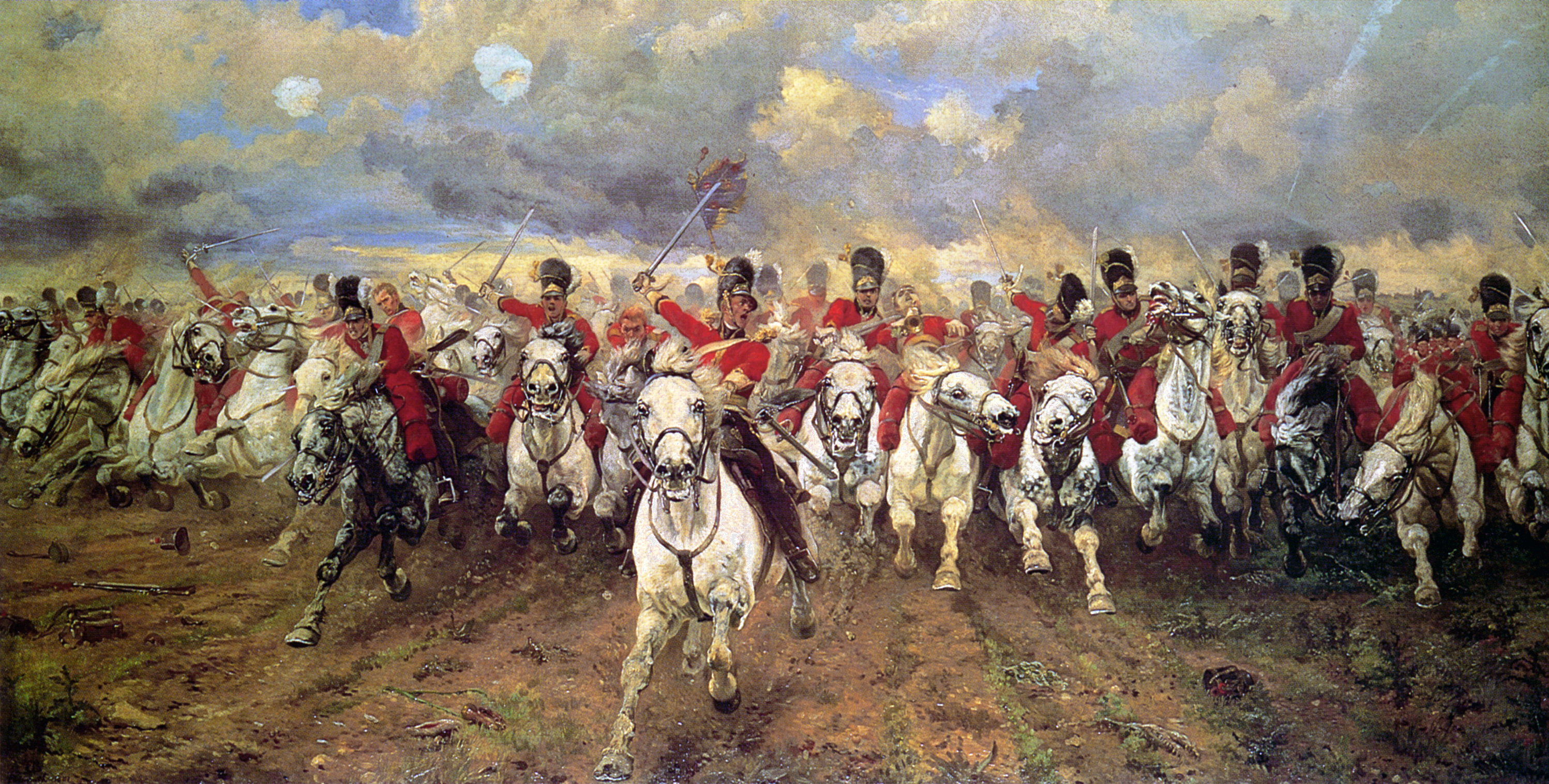
Scotland Forever! (1881) de Elizabeth Lady Butler retrata la famosa carga de los Royal Scots Greys en la batalla de Waterloo. En realidad, el mal estado del terreno del campo de batalla no les hubiera permitido galopar.

Royal Scots Greys (Reales Grises Escoceses, traducido literalmente) era el nombre por el que, de forma extraoficial al principio y oficialmente al final, se conocía a un regimiento de dragones del Ejército Británico desde 1678 hasta 1971, año en el que el regimiento se fusionó con los 3.º de Carabineros para formar el regimiento actual de los Royal Scots Dragoon Guards (Carabiniers and Greys) —SCOTS DG—.
El 1 de junio de 1953, la reina Isabel II del Reino Unido fue nombrada Colonel-in-Chief del regimiento.

## Cambios de nombre del regimiento
La historia del regimiento comienza en 1678, cuando se crearon tres secciones independientes de Dragones Escoceses. En 1681 estas secciones se agruparon para formar el Royal Regiment of Scots Dragoons (Regimiento Real de Dragones Escoceses), al que se asignó la numeración 2nd Dragoons en 1688. En aquella etapa ya montaban caballos grises y ya se referían a ellos como los Grey Dragoons (Dragones Grises).
En 1707 se cambió el nombre por el de The Royal Regiment of North British Dragoons (que se podría traducir como "Reales Dragones Escoceses", ya que North Britain era una forma habitual de referirse a Escocia por aquel entonces), pero ya se referían a ellos como los Scots Greys. En 1713 recibieron la nueva numeración 2º de Dragones, pues se determinó que, con anterioridad al momento de su creación, solamente existía otro regimiento inglés de dragones. En 1877 su apodo se hizo oficial al convertirse en el 2º de Dragones (Royal Scots Greys). Este nombre se invirtió en 1921, convirtiéndose en Royal Scots Greys (2º de Dragones). Conservaron este título hasta 1971, año en el que se fusionaron con el 3.º de Carabineros.

## Lema
El lema de los Scots Greys era Second to none (expresión inglesa que, aunque literalmente dice: No es segundo de nadie, se emplea para expresar algo parecido a: El mejor de todos) hace gala de su antigüedad en el Ejército Británico, así como de sus proezas en combate. No obstante, su lema oficial[cita requerida] era el de los reyes de Escocia Nemo Me Impune Lacessit (del latín: Nadie me ofende impunemente).
En su insignia figura el nombre de Waterloo porque el regimiento se distinguió en aquella famosa batalla de 1815.

## Guerras y batallas

### Levantamientos jacobitas (1688-1746)
- Batalla de Killiecrankie (1689)
- Batalla de Sheriffmuir (1715)[7]
- Batalla de Culloden (1746)

#### Guerra de la Cuádruple Alianza (1717-1720)
- Batalla de Glenshiel (1719):[7] Fue el último combate en el que tropas británicas se enfrentaron cuerpo a cuerpo contra fuerzas extranjeras —258 infantes de marina[8] del Regimiento de Galicia,[9] que se unieron a distintos clanes escoceses— en su propia isla.

### Guerra de Sucesión Española (1701-1715)
- Batalla de Schellenberg (1704)
- Batalla de Höchstädt (1704)
- Batalla de Elixheim (1705)
- Batalla de Ramillies (1706)
- Batalla de Oudenarde (1708)
- Batalla de Malplaquet (1709)
- Asedio de Bouchain (1711)

### Guerra de Sucesión Austriaca (1740-8)
- Batalla de Dettingen (1743)
- Batalla de Fontenoy (1745)
- Batalla de Rocoux (1746)
- Batalla de Lafelt (1747)

### Guerra de los Siete Años (1756-1763)
- Batalla de Bergen (1759)
- Batalla de Minden (1759)
- Batalla de Warburg (1760)
- Batalla de Villinghausen (1761)
- Batalla de Wilhelmsthal (1762)

### Guerras revolucionarias francesas (1792-1802)
- Campaña de Flandes (1792-1795)
- Asedio de Dunkerque (1793)
- Batalla de Tourcoing (1794)

### Guerras Napoleónicas (1803-1815)
- Batalla de García Hernández (1812)
- Batalla de Waterloo (1815): Los Scots Greys capturan el águila de guerra imperial de la 45e Régiment de Ligne francesa.[10]

### Guerra de Crimea (1854-1856)
- Batalla de Balaclava (1854)